# Jeoffrey Pagan
Jeoffrey Pagan (Asheville, 10 giugno 1993) è un giocatore di football americano statunitense che gioca nel ruolo di defensive end per gli Houston Texans della National Football League (NFL). Fu scelto nel corso del sesto giro (177º assoluto) del Draft NFL 2014. Al college giocò a football all'Università dell'Alabama vincendo due titoli nazionali.

## Carriera professionistica

### Houston Texans
Pagan fu scelto nel corso del sesto giro del Draft 2014 dagli Houston Texans. Debuttò come professionista subentrando nella gara della settimana 1 vinta contro i Washington Redskins. Nella sua stagione da rookie disputò tutte le 16 partite, nessuna delle quali come titolare, mettendo a segno 10 tackle.

## Statistiche
| Partite totali      | 16 |
| Partite da titolare | 0  |
| Tackle totali       | 10 |
| Sack fatti          | 0  |
| Intercetti          | 0  |

Statistiche aggiornate alla stagione 2014